# Rezultatele echipei naționale de fotbal a Angliei (1980-1999)
| · Rezultatele echipei naționale de fotbal a Angliei |
| --- |
| - 2000–prezent (Meciurile 764 →) - 1980–1999 (Meciurile 536 – 763 - 1960–1979 (Meciurile 337 – 535 - 1930–1959 (Meciurile 169 – 336) - 1900–1929 (Meciurile 68 – 168) - 1872–1899 (Meciurile 1 – 67) - meciuri neoficiale |

Aceasta este lista rezultatelor echipei naționale de fotbal a Angliei din 1980 până în 1999 (Meciurile 537 – 764).

## Anii 1980

### 1980
| 6 februarieUEFA Euro 1980 Qualifying Group 1 | Anglia          | 2 – 0       | Republica Irlanda | Londra, Anglia                                                                 |  |
| 19:45 GMT (UTC) Match 537                    | Keegan 34', 74' | UEFA Report |                   | Stadion: Wembley Spectatori: 90.299 Arbitru: Klaus Scheurell (Germania de Est) |  |

| 26 martieMeci amical | Spania | 0 – 2  | Anglia                   | Barcelona, Spania                                                            |  |
| Match 538            |        | Report | Woodcock 16' Francis 65' | Stadion: Camp Nou Spectatori: 50.000 Arbitru: Volker Roth (Germania de Vest) |  |

| 13 maiMeci amical | Anglia                      | 3 – 1  | Argentina             | Londra, Anglia                                                       |  |
| Match 539         | Johnson 41', 50' Keegan 68' | Report | Passarella 53' (pen.) | Stadion: Wembley Spectatori: 92.000 Arbitru: Brian McGinlay (Scoția) |  |

| 17 maiHome Championship | Țara Galilor                                       | 4 – 1  | Anglia      | Wrexham, Țara Galilor                                                 |  |
| Match 540               | Thomas 19' Walsh 30' James 60' Thompson 66' (o.g.) | Report | Mariner 16' | Stadion: Racecourse Ground Spectatori: 24.358 Arbitru: Foote (Scoția) |  |

| 20 maiHome Championship | Anglia      | 1 – 1  | Irlanda de Nord | Londra, Anglia                                                        |  |
| Match 541               | Johnson 81' | Report | Cochrane 83'    | Stadion: Wembley Spectatori: 33.676 Arbitru: Gwyn Owen (Țara Galilor) |  |

| 24 maiHome Championship | Scoția | 0 – 2  | Anglia                  | Glasgow, Scoția                                                                |  |
| Match 542               |        | Report | Brooking 8' Coppell 75' | Stadion: Hampden Park Spectatori: 85.500 Arbitru: António Garrido (Portugalia) |  |

| 31 maiMeci amical | Australia       | 1 – 2  | Anglia                 | Sydney, Australia                                                                    |  |
| Match 543         | Cole 88' (pen.) | Report | Hoddle 10' Mariner 25' | Stadion: Sydney Cricket Ground Spectatori: 45.000 Arbitru: Tony Boskovic (Australia) |  |

| 12 iunieUEFA Euro 1980 Group 2 | Belgia        | 1 – 1       | Anglia      | Turin, Italia                                                                  |  |
| 17:45 CEST (UTC+02) Match 544  | Ceulemans 29' | UEFA Report | Wilkins 26' | Stadion: Stadio Comunale Spectatori: 15.186 Arbitru: Heinz Aldinger (Germania) |  |

| 15 iunieUEFA Euro 1980 Group 2 | Anglia | 0 – 1       | Italia       | Turin, Italia                                                                 |  |
| 20:30 CEST (UTC+02) Match 545  |        | UEFA Report | Tardelli 79' | Stadion: Stadio Comunale Spectatori: 59.649 Arbitru: Nicolae Rainea (România) |  |

| 18 iunieUEFA Euro 1980 Group 2 | Spania          | 1 – 2       | Anglia                    | Napoli, Italia                                                                 |  |
| 17:45 CEST (UTC+02) Match 546  | Dani 48' (pen.) | UEFA Report | Brooking 19' Woodcock 61' | Stadion: Stadio San Paolo Spectatori: 14.000 Arbitru: Erich Linemayr (Austria) |  |

| 10 septembrie1982 FIFA World Cup Qualification Group 4 | Anglia                                             | 4 – 0  | Norvegia | Londra, Anglia                                                              |  |
| Match 547                                              | McDermott 37', 75' (pen.) Woodcock 66' Mariner 85' | Report |          | Stadion: Wembley Spectatori: 48.200 Arbitru: Marcel van Langenhove (Belgia) |  |

| 15 octombrie1982 FIFA World Cup Qualification Group 4 | România                     | 2 – 1  | Anglia       | București, România                                                              |  |
| Match 548                                             | Răducanu 35' Iordănescu 75' | Report | Woodcock 64' | Stadion: Stadionul 23. august Spectatori: 80.000 Arbitru: Ulf Eriksson (Suedia) |  |

| 19 noiembrie1982 FIFA World Cup Qualification Group 4 | Anglia                        | 2 – 1  | Elveția     | Londra, Anglia                                                   |  |
| Match 549                                             | Tanner 22' (o.g.) Mariner 36' | Report | Pfister 76' | Stadion: Wembley Spectatori: 70.000 Arbitru: Jan Keizer (Olanda) |  |

### 1981
| 25 martieMeci amical | Anglia     | 1 – 2  | Spania                    | Londra, Anglia                                                                    |  |
| Match 550            | Hoddle 26' | Report | Satrústegui 6' Zamora 32' | Stadion: Wembley Spectatori: 71.840 Arbitru: Walter Eschweiler (Germania de Vest) |  |

| 29 aprilie1982 FIFA World Cup Qualification Group 4 | Anglia | 0 – 0  | România | Londra, Anglia                                                      |  |
| Match 551                                           |        | Report |         | Stadion: Wembley Spectatori: 62.500 Arbitru: Alexis Ponnet (Belgia) |  |

| 12 maiMeci amical | Anglia | 0 – 1  | Brazilia | Londra, Anglia                                                        |  |
| Match 552         |        | Report | Zico 11' | Stadion: Wembley Spectatori: 75.000 Arbitru: Erich Linemayr (Austria) |  |

| 20 maiHome Championship | Anglia | 0 – 0  | Țara Galilor | Londra, Anglia                                                       |  |
| Match 553               |        | Report |              | Stadion: Wembley Spectatori: 34.280 Arbitru: Brian McGinlay (Scoția) |  |

| 23 maiHome Championship | Anglia | 0 – 1  | Scoția               | Londra, Anglia                                                     |  |
| Match 554               |        | Report | Robertson 64' (pen.) | Stadion: Wembley Spectatori: 90.000 Arbitru: Robert Wurtz (Franța) |  |

| 30 mai1982 FIFA World Cup Qualification Group 4 | Elveția                   | 2 – 1  | Anglia        | Basel, Elveția                                                                        |  |
| Match 555                                       | Scheiwiler 28' Sulser 30' | Report | McDermott 54' | Stadion: St. Jakob Stadium Spectatori: 40.000 Arbitru: Adolf Prokop (Germania de Est) |  |

| 6 iunie1982 FIFA World Cup Qualification Group 4 | Ungaria    | 1 – 3  | Anglia                              | Budapesta, Ungaria                                                     |  |
| Match 556                                        | Garaba 44' | Report | Brooking 19', 60' Keegan 73' (pen.) | Stadion: Népstadion Spectatori: 65.000 Arbitru: Paolo Casarin (Italia) |  |

| 9 septembrie1982 FIFA World Cup Qualification Group 4 | Norvegia                   | 2 – 1  | Anglia     | Oslo, Norvegia                                                              |  |
| Match 557                                             | Albertsen 35' Thoresen 41' | Report | Robson 15' | Stadion: Ullevaal Stadion Spectatori: 28.500 Arbitru: J. Kacprzak (Polonia) |  |

| 18 noiembrie1982 FIFA World Cup Qualification Group 4 | Anglia      | 1 – 0  | Ungaria | Londra, Anglia                                                        |  |
| Match 558                                             | Mariner 14' | Report |         | Stadion: Wembley Spectatori: 92.000 Arbitru: Georges Konrath (Franța) |  |

### 1982
| 23 februarieHome Championship | Anglia                                                | 4 – 0  | Irlanda de Nord | Londra, Anglia                                                        |  |
| Match 559                     | Robson 1' (44 secs) Keegan 56' Wilkins 85' Hoddle 89' | Report |                 | Stadion: Wembley Spectatori: 54.900 Arbitru: Gwyn Owen (Țara Galilor) |  |

| 27 aprilieHome Championship | Țara Galilor | 0 – 1  | Anglia      | Cardiff, Țara Galilor                                                          |  |
| Match 560                   |              | Report | Francis 74' | Stadion: Ninian Park Spectatori: 25.000 Arbitru: O. Donnelly (Irlanda de Nord) |  |

| 25 maiMeci amical | Anglia                   | 2 – 0  | Țările de Jos | Londra, Anglia                                                      |  |
| Match 561         | Woodcock 48' Mariner 53' | Report |               | Stadion: Wembley Spectatori: 69.000 Arbitru: Paolo Bergamo (Italia) |  |

| 29 maiHome Championship | Scoția | 0 – 1  | Anglia      | Glasgow, Scoția                                                                  |  |
| Match 562               |        | Report | Mariner 13' | Stadion: Hampden Park Spectatori: 80.529 Arbitru: Jan Redelfs (Germania de Vest) |  |

| 2 iunieMeci amical | Islanda   | 1 – 1  | Anglia      | Reykjavík, Islanda                                                           |  |
| Match 563          | Arnór 23' | Report | Goddard 69' | Stadion: Laugardalsvöllur Spectatori: 10.814 Arbitru: Ib Nielsen (Danemarca) |  |

| 3 iunieMeci amical | Finlanda            | 1 – 4  | Anglia                           | Helsinki, Finlanda                                                                  |  |
| Match 564          | Haaskivi 83' (pen.) | Report | Mariner 13', 61' Robson 27', 58' | Stadion: Olympiastadion Spectatori: 21.521 Arbitru: J Romualdas (Uniunea Sovietică) |  |

| 16 iunie1982 FIFA World Cup Group 4 | Anglia                     | 3 – 1       | Franța    | Bilbao, Spania                                                                      |  |
| 17:15 CEST (UTC+02) Match 565       | Robson 1', 67' Mariner 83' | FIFA Report | Soler 24' | Stadion: Estadio San Mamés Spectatori: 44.172 Arbitru: António Garrido (Portugalia) |  |

| 20 iunie1982 FIFA World Cup Group 4 | Anglia                        | 2 – 0       | Cehoslovacia | Bilbao, Spania                                                                 |  |
| 17:15 CEST (UTC+02) Match 566       | Francis 62' Barmoš 66' (o.g.) | FIFA Report |              | Stadion: Estadio San Mamés Spectatori: 41.123 Arbitru: Charles Corver (Olanda) |  |

| 25 iunie1982 FIFA World Cup Group 4 | Anglia      | 1 – 0       | Kuweit | Bilbao, Spania                                                                         |  |
| 17:15 CEST (UTC+02) Match 567       | Francis 27' | FIFA Report |        | Stadion: Estadio San Mamés Spectatori: 39,700 Arbitru: Gilberto Aristizabal (Columbia) |  |

| 29 iunie1982 FIFA World Cup Second round Group 2 | Germania de Vest | 0 – 0       | Anglia | Madrid, Spania                                                                                 |  |
| 21:00 CEST (UTC+02) Match 568                    |                  | FIFA Report |        | Stadion: Estadio Santiago Bernabéu Spectatori: 75,000 Arbitru: Arnaldo Cézar Coelho (Brazilia) |  |

| 5 iulie1982 FIFA World Cup Second round Group 2 | Spania | 0 – 0       | Anglia | Madrid, Spania                                                                        |  |
| 21:00 CEST (UTC+02) Match 569                   |        | FIFA Report |        | Stadion: Estadio Santiago Bernabéu Spectatori: 75.000 Arbitru: Alexis Ponnet (Belgia) |  |

| 22 septembrieUEFA Euro 1984 Qualifying Group 3 | Danemarca                   | 2 – 2       | Anglia          | Copenhaga, Danemarca                                                        |  |
| 19:00 CEST (UTC+02) Match 570                  | Hansen 68' (pen.) Olsen 89' | UEFA Report | Francis 8', 82' | Stadion: Parken Stadium Spectatori: 44.300 Arbitru: Charles Corver (Olanda) |  |

| 13 octombrieMeci amical | Anglia       | 1 – 2  | Germania de Vest    | Londra, Anglia                                                        |  |
| Match 571               | Woodcock 85' | Report | Rummenigge 73', 83' | Stadion: Wembley Spectatori: 68.000 Arbitru: Karoly Pálotai (Ungaria) |  |

| 17 noiembrieUEFA Euro 1984 Qualifying Group 3 | Grecia | 0 – 3       | Anglia                   | Thessaloniki, Grecia                                                                     |  |
| 14:00 EET (UTC+02) Match 572                  |        | UEFA Report | Woodcock 1', 64' Lee 68' | Stadion: Kaftanzoglio Stadium Spectatori: 41.554 Arbitru: Adolf Prokop (Germania de Est) |  |

| 15 decembrieUEFA Euro 1984 Qualifying Group 3 | Anglia                                                                                               | 9 – 0       | Luxemburg | Londra, Anglia                                                         |  |
| 19:45 GMT (UTC) Match 573                     | Bossi 18' (o.g.) Coppell 22' Woodcock 34' Blissett 44', 62', 86' Chamberlain 71' Hoddle 87' Neal 89' | UEFA Report |           | Stadion: Wembley Spectatori: 33.980 Arbitru: Hreidar Jonsson (Islanda) |  |

### 1983
| 23 februarieHome Championship | Anglia                      | 2 – 1  | Țara Galilor | Londra, Anglia                                                      |  |
| Match 574                     | Butcher 39' Neal 78' (pen.) | Report | Rush 14'     | Stadion: Wembley Spectatori: 24.000 Arbitru: Bob Valentine (Scoția) |  |

| 30 martieUEFA Euro 1984 Qualifying Group 3 | Anglia | 0 – 0       | Grecia | Londra, Anglia                                                             |  |
| 19:45 BST (UTC+01) Match 575               |        | UEFA Report |        | Stadion: Wembley Spectatori: 48.500 Arbitru: Dusan Krisznak (Cehoslovacia) |  |

| 27 aprilieUEFA Euro 1984 Qualifying Group 3 | Anglia                | 2 – 0       | Ungaria | Londra, Anglia                                                      |  |
| 19:45 BST (UTC+01) Match 576                | Francis 31' Withe 70' | UEFA Report |         | Stadion: Wembley Spectatori: 55.000 Arbitru: Pietro D'Elia (Italia) |  |

| 28 maiHome Championship | Irlanda de Nord | 0 – 0  | Anglia | Belfast, Irlanda de Nord                                                     |  |
| Match 577               |                 | Report |        | Stadion: Windsor Park Spectatori: 22.000 Arbitru: Howard King (Țara Galilor) |  |

| 1 iunieHome Championship | Anglia                | 2 – 0  | Scoția | Londra, Anglia                                                         |  |
| Match 578                | Robson 12' Cowans 52' | Report |        | Stadion: Wembley Spectatori: 84.000 Arbitru: Erik Fredriksson (Suedia) |  |

| 12 iunieMeci amical | Australia | 0 – 0  | Anglia | Sydney, Australia                                                                    |  |
| Match 579           |           | Report |        | Stadion: Sydney Cricket Ground Spectatori: 28.000 Arbitru: Tony Boskovic (Australia) |  |

| 15 iunieMeci amical | Australia | 0 – 1  | Anglia    | Brisbane, Australia                                                      |  |
| Match 580           |           | Report | Walsh 57' | Stadion: Lang Park Spectatori: 16.000 Arbitru: Peter Rampley (Australia) |  |

| 19 iunieMeci amical | Australia       | 1 – 1  | Anglia      | Melbourne, Australia                                                        |  |
| Match 581           | Neal 27' (o.g.) | Report | Francis 25' | Stadion: Olympic Park Spectatori: 20.000 Arbitru: Jack Johnston (Australia) |  |

| 21 septembrieUEFA Euro 1984 Qualifying Group 3 | Anglia | 0 – 1       | Danemarca           | Londra, Anglia                                                      |  |
| 19:45 BST (UTC+01) Match 582                   |        | UEFA Report | Simonsen 36' (pen.) | Stadion: Wembley Spectatori: 82.500 Arbitru: Alexis Ponnet (Belgia) |  |

| 12 octombrieUEFA Euro 1984 Qualifying Group 3 | Ungaria | 0 – 3       | Anglia                         | Budapesta, Ungaria                                                        |  |
| 18:00 CEST (UTC+02) Match 583                 |         | UEFA Report | Hoddle 13' Lee 19' Mariner 42' | Stadion: Puskás Ferenc Spectatori: 25.000 Arbitru: Bruno Galler (Elveția) |  |

| 16 noiembrieUEFA Euro 1984 Qualifying Group 3 | Luxemburg | 0 – 4       | Anglia                                  | Luxemburg, Luxemburg                                                              |  |
| 19:15 CET (UTC+01) Match 584                  |           | UEFA Report | Robson 10', 56' Mariner 38' Butcher 50' | Stadion: Josy Barthel Spectatori: 5.400 Arbitru: Cornelius (Cees) Bakker (Olanda) |  |

### 1984
| 29 februarieMeci amical | Franța           | 2 – 0  | Anglia | Paris, Franța                                                                        |  |
| Match 585               | Platini 58', 71' | Report |        | Stadion: Parc des Princes Spectatori: 43.000 Arbitru: Marcel van Langenhove (Belgia) |  |

| 4 aprilieHome Championship | Anglia       | 1 – 0  | Irlanda de Nord | Londra, Anglia                                                          |  |
| Match 586                  | Woodcock 49' | Report |                 | Stadion: Wembley Spectatori: 24.000 Arbitru: Ron Bridges (Țara Galilor) |  |

| 2 maiHome Championship | Țara Galilor | 1 – 0  | Anglia | Wrexham, Țara Galilor                                                      |  |
| Match 587              | Hughes 17    | Report |        | Stadion: Racecourse Ground Spectatori: 14.250 Arbitru: David Syme (Scoția) |  |

| 29 maiHome Championship | Scoția     | 1 – 1  | Anglia       | Glasgow, Scoția                                                          |  |
| Match 588               | McGhee 13' | Report | Woodcock 36' | Stadion: Hampden Park Spectatori: 73.064 Arbitru: Paolo Casarin (Italia) |  |

| 2 iunieMeci amical | Anglia | 0 – 2  | Uniunea Sovietică          | Londra, Anglia                                                       |  |
| Match 589          |        | Report | Gotsmanov 54' Protasov 89' | Stadion: Wembley Spectatori: 38.125 Arbitru: Michel Vautrot (Franța) |  |

| 10 iunieAmerican tour (Friendly) | Brazilia | 0 – 2  | Anglia                 | Rio de Janeiro, Brazilia                                                        |  |
| Match 590                        |          | Report | Barnes 43' Hateley 65' | Stadion: Estádio do Maracanã Spectatori: 56.126 Arbitru: Juan Cardelino (Chile) |  |

| 13 iunieAmerican tour (Friendly) | Uruguay                      | 2 – 0  | Anglia | Montevideo, Uruguay                                                               |  |
| Match 591                        | Acosta 7' (pen.) Cabrera 69' | Report |        | Stadion: Centenario Stadium Spectatori: 34.500 Arbitru: Lucio Gonzales (Paraguay) |  |

| 17 iunieAmerican tour (Friendly) | Chile | 0 – 0  | Anglia | Santiago, Chile                                                             |  |
| Match 592                        |       | Report |        | Stadion: Estadio Nacional Spectatori: 10.000 Arbitru: Luis Felix (Brazilia) |  |

| 19 septembrieMeci amical | Anglia     | 1 – 0  | Germania de Est | Londra, Anglia                                                      |  |
| Match 593                | Robson 82' | Report |                 | Stadion: Wembley Spectatori: 23.951 Arbitru: Albert Thomas (Olanda) |  |

| 17 octombrie1986 FIFA World Cup Qualification Group 3 | Anglia                                              | 5 – 0  | Finlanda | Londra, Anglia                                                             |  |
| Match 594                                             | Hateley 29', 49' Woodcock 40' Robson 71' Sansom 85' | Report |          | Stadion: Wembley Spectatori: 47.234 Arbitru: Aleksander Suchanek (Polonia) |  |

| 14 noiembrie1986 FIFA World Cup Qualification Group 3 | Turcia | 0 – 8  | Anglia                                                              | Istanbul, Turcia                                                                    |  |
| Match 595                                             |        | Report | Robson 13', 17', 59' Woodcock 44', 61' Barnes 47', 53' Anderson 86' | Stadion: Beșiktaș İnönü Spectatori: 26.494 Arbitru: Vojtech Christov (Cehoslovacia) |  |

### 1985
| 27 februarie1986 FIFA World Cup Qualification Group 3 | Irlanda de Nord | 0 – 1  | Anglia      | Belfast, Irlanda de Nord                                                         |  |
| Match 596                                             |                 | Report | Hateley 77' | Stadion: Windsor Park Spectatori: 28.000 Arbitru: Volker Roth (Germania de Vest) |  |

| 26 martieMeci amical | Anglia                 | 2 – 1  | Republica Irlanda | Londra, Anglia                                                     |  |
| Match 597            | Steven 45' Lineker 76' | Report | Brady 88'         | Stadion: Wembley Spectatori: 34.793 Arbitru: George Smith (Scoția) |  |

| 1 mai1986 FIFA World Cup Qualification Group 3 | România | 0 – 0  | Anglia | București, România                                                                |  |
| Match 598                                      |         | Report |        | Stadion: Stadionul 23 august Spectatori: 70.000 Arbitru: Emilio Guruceta (Spania) |  |

| 22 mai1986 FIFA World Cup Qualification Group 3 | Finlanda    | 1 – 1  | Anglia      | Helsinki, Finlanda                                                                       |  |
| Match 599                                       | Rantanen 5' | Report | Hateley 50' | Stadion: Olympiastadion Spectatori: 30.000 Arbitru: Siegfried Kirschen (Germania de Est) |  |

| 25 maiRous Cup | Scoția    | 1 – 0  | Anglia | Glasgow, Scoția                                                           |  |
| Match 600      | Gough 68' | Report |        | Stadion: Hampden Park Spectatori: 66.489 Arbitru: Michel Vautrot (Franța) |  |

| 6 iunieCiudad de México Cup | Italia                         | 2 – 1  | Anglia      | Mexico City, Mexic                                                                 |  |
| Match 601                   | Bagni 73' Altobelli 89' (pen.) | Report | Hateley 74' | Stadion: Estadio Azteca Spectatori: 7.000 Arbitru: Antonio Márquez Ramírez (Mexic) |  |

| 9 iunieCiudad de México Cup / Azteca 2000 Tournament | Mexic      | 1 – 0  | Anglia | Mexico City, Mexic                                                                 |  |
| Match 602                                            | Flores 20' | Report |        | Stadion: Estadio Azteca Spectatori: 15,000 Arbitru: Volker Roth (Germania de Vest) |  |

| 12 iunieAzteca 2000 Tournament | Anglia                    | 3 – 0  | Germania de Vest | Mexico City, Mexic                                                              |  |
| Match 603                      | Robson 34' Dixon 54', 67' | Report |                  | Stadion: Estadio Azteca Spectatori: 8.000 Arbitru: Jorge Leanza Sansone (Mexic) |  |

| 16 iunieMeci amical | Statele Unite ale Americii | 0 – 5  | Anglia                                     | Los Angeles, CA, Statele Unite                                                        |  |
| Match 604           |                            | Report | Lineker 13', 47' Dixon 30', 73' Steven 81' | Stadion: Memorial Coliseum Spectatori: 10.145 Arbitru: Edgardo Codesal Méndez (Mexic) |  |

| 11 septembrie1986 FIFA World Cup Qualification Group 3 | Anglia     | 1 – 1  | România      | Londra, Anglia                                                                        |  |
| Match 605                                              | Hoddle 25' | Report | Cămătaru 65' | Stadion: Wembley Spectatori: 59,500 Arbitru: Karl-Heinz Tritschler (Germania de Vest) |  |

| 16 octombrie1986 FIFA World Cup Qualification Group 3 | Anglia                                      | 5 – 0  | Turcia | Londra, Anglia                                                                     |  |
| Match 606                                             | Waddle 15' Lineker 18', 42', 53' Robson 35' | Report |        | Stadion: Wembley Spectatori: 52.500 Arbitru: Anatoly Milchenko (Uniunea Sovietică) |  |

| 13 noiembrie1986 FIFA World Cup Qualification Group 3 | Anglia | 0 – 0  | Irlanda de Nord | Londra, Anglia                                                         |  |
| Match 607                                             |        | Report |                 | Stadion: Wembley Spectatori: 70,500 Arbitru: Erik Fredriksson (Suedia) |  |

### 1986
| 29 ianuarieMeci amical | Egipt | 0 – 4  | Anglia                                            | Cairo, Egipt                                                         |  |
| Match 608              |       | Report | Steven 14' Omar 41' (o.g.) Wallace 52' Cowans 80' | Stadion: Nasser Stadium Spectatori: 20.000 Arbitru: Yasaras (Grecia) |  |

| 26 februarieMeci amical | Israel   | 1 – 2  | Anglia                 | Tel Aviv, Israel                                                                  |  |
| Match 609               | Ohana 7' | Report | Robson 51', 86' (pen.) | Stadion: Ramat Gan Stadium Spectatori: 30.000 Arbitru: Philippe Mercier (Elveția) |  |

| 26 martieMeci amical | Uniunea Sovietică | 0 – 1  | Anglia     | Tbilisi, Georgia                                                                  |  |
| Match 610            |                   | Report | Waddle 67' | Stadion: Dinamo Stadium Spectatori: 62,000 Arbitru: Velitchko Tzonchev (Bulgaria) |  |

| 23 aprilieRous Cup | Anglia                 | 2 – 1  | Scoția             | Londra, Anglia                                                       |  |
| Match 611          | Butcher 27' Hoddle 43' | Report | Souness 57' (pen.) | Stadion: Wembley Spectatori: 68,357 Arbitru: Michel Vautrot (Franța) |  |

| 17 maiMeci amical | Anglia                         | 3 – 0  | Mexic | Los Angeles, CA, Statele Unite                                                       |  |
| Match 612         | Hateley 22', 30' Beardsley 37' | Report |       | Stadion: Memorial Coliseum Spectatori: 63.770 Arbitru: Vincent Mauro (Statele Unite) |  |

| 24 maiMeci amical | Canada | 0 – 1  | Anglia      | Burnaby, BC, Canada                                                        |  |
| Match 613         |        | Report | Hateley 61' | Stadion: Swangard Stadium Spectatori: 8,150 Arbitru: John Meachin (Canada) |  |

| 3 iunie1986 FIFA World Cup Group F | Portugalia        | 1 – 0       | Anglia | Monterrey, Mexic                                                                        |  |
| 16:00 CST (UTC−06) Match 614       | Carlos Manuel 76' | FIFA Report |        | Stadion: Estadio Tecnológico Spectatori: 23.000 Arbitru: Volker Roth (Germania de Vest) |  |

| 6 iunie1986 FIFA World Cup Group F | Anglia      | 0 – 0       | Maroc | Monterrey, Mexic                                                                     |  |
| 16:00 CST (UTC−06) Match 615       | Wilkins 42' | FIFA Report |       | Stadion: Estadio Tecnológico Spectatori: 20.200 Arbitru: Gabriel González (Paraguay) |  |

| 11 iunie1986 FIFA World Cup Group F | Anglia               | 3 – 0       | Polonia | Monterrey, Mexic                                                               |  |
| 16:00 CST (UTC−06) Match 616        | Lineker 9', 14', 34' | FIFA Report |         | Stadion: Estadio Tecnológico Spectatori: 23.000 Arbitru: André Daina (Elveția) |  |

| 18 iunie1986 FIFA World Cup Round of 16 | Anglia                         | 3 – 0       | Paraguay | Mexico City, Mexic                                                          |  |
| 12:00 CST (UTC−06) Match 617            | Lineker 31', 73' Beardsley 56' | FIFA Report |          | Stadion: Estadio Azteca Spectatori: 98.728 Arbitru: Jamal Al Sharif (Siria) |  |

| 22 iunie1986 FIFA World Cup Quarter Final | Argentina         | 2 – 1       | Anglia      | Mexico City, Mexic                                                           |  |
| 12:00 CST (UTC−06) Match 618              | Maradona 51', 54' | FIFA Report | Lineker 80' | Stadion: Estadio Azteca Spectatori: 114.580 Arbitru: Ali Bennaceur (Tunisia) |  |

| 10 septembrieMeci amical | Suedia      | 1 – 0  | Anglia | Stockholm, Suedia                                                                   |  |
| Match 619                | Ekström 50' | Report |        | Stadion: Söderstadion Spectatori: 15,640 Arbitru: Werner Fockler (Germania de Vest) |  |

| 15 octombrieUEFA Euro 1988 Qualifying Group 4 | Anglia                      | 3 – 0       | Irlanda de Nord | Londra, Anglia                                                           |  |
| 19:45 BST (UTC+01) Match 620                  | Lineker 33', 80' Waddle 75' | UEFA Report |                 | Stadion: Wembley Spectatori: 35.300 Arbitru: Alphonse Costantin (Belgia) |  |

| 12 noiembrieUEFA Euro 1988 Qualifying Group 4 | Anglia                   | 2 – 0       | Iugoslavia | Londra, Anglia                                                      |  |
| 19:45 GMT (UTC) Match 621                     | Anderson 21' Mabbutt 56' | UEFA Report |            | Stadion: Wembley Spectatori: 60,000 Arbitru: Franz Wöhrer (Austria) |  |

### 1987
| 18 februarieMeci amical | Spania                     | 2 – 4  | Anglia                     | Madrid, Spania                                                                |  |
| Match 622               | Butragueño 14' Vázquez 76' | Report | Lineker 24', 28', 47', 56' | Stadion: Santiago Bernabéu Spectatori: 35,000 Arbitru: Claudio Pieri (Italia) |  |

| 1 aprilieUEFA Euro 1988 Qualifying Group 4 | Irlanda de Nord | 0 – 2       | Anglia               | Belfast, Irlanda de Nord                                                          |  |
| 20:00 BST (UTC+01) Match 623               |                 | UEFA Report | Hodge 19' Waddle 43' | Stadion: Windsor Park Spectatori: 20,578 Arbitru: Emilio Soriano Aladrén (Spania) |  |

| 29 aprilieUEFA Euro 1988 Qualifying Group 4 | Turcia | 0 – 0       | Anglia | İzmir, Turcia                                                                            |  |
| Match 624                                   |        | UEFA Report |        | Stadion: Alsancak Stadium Spectatori: 25.000 Arbitru: Valeri Butenko (Uniunea Sovietică) |  |

| 19 maiRous Cup | Anglia      | 1 – 1  | Brazilia       | Londra, Anglia                                                       |  |
| Match 625      | Lineker 35' | Report | Mirandinha 36' | Stadion: Wembley Spectatori: 92,000 Arbitru: Michel Vautrot (Franța) |  |

| 23 maiRous Cup | Scoția | 0 – 0  | Anglia | Glasgow, Scoția                                                                   |  |
| Match 626      |        | Report |        | Stadion: Hampden Park Spectatori: 64,713 Arbitru: Dieter Pauly (Germania de Vest) |  |

| 9 septembrieMeci amical | Germania de Vest               | 3 – 1  | Anglia      | Düsseldorf, Germania de Vest                                             |  |
| Match 627               | Littbarski 24', 33' Wuttke 84' | Report | Lineker 42' | Stadion: Rheinstadion Spectatori: 50,000 Arbitru: Paolo Casarin (Italia) |  |

| 14 octombrieUEFA Euro 1988 Qualifying Group 4 | Anglia                                                                | 8 – 0       | Turcia | Londra, Anglia                                                      |  |
| 20:00 BST (UTC+01) Match 628                  | Barnes 2', 28' Lineker 8', 43', 70' Robson 59' Beardsley 62' Webb 88' | UEFA Report |        | Stadion: Wembley Spectatori: 45.528 Arbitru: Albert Thomas (Olanda) |  |

| 11 noiembrieUEFA Euro 1988 Qualifying Group 4 | Iugoslavia  | 1 – 4       | Anglia                                       | Belgrad, Iugoslavia                                                              |  |
| 16:30 CET (UTC+01) Match 629                  | Katanec 80' | UEFA Report | Beardsley 3' Barnes 17' Robson 20' Adams 25' | Stadion: Stadion FK Partizan Spectatori: 70,000 Arbitru: Michel Vautrot (Franța) |  |

### 1988
| 17 februarieMeci amical | Israel | 0 – 0  | Anglia | Tel Aviv, Israel                                                                  |  |
| Match 630               |        | Report |        | Stadion: Ramat Gan Stadium Spectatori: 5.000 Arbitru: Alphonse Costantin (Belgia) |  |

| 23 martieMeci amical | Anglia                | 2 – 2  | Țările de Jos               | Londra, Anglia                                                              |  |
| Match 631            | Lineker 13' Adams 61' | Report | Adams 20' (o.g.) Bosman 25' | Stadion: Wembley Spectatori: 74.590 Arbitru: Adolf Prokop (Germania de Est) |  |

| 27 aprilieMeci amical | Ungaria | 0 – 0  | Anglia | Budapesta, Ungaria                                                                       |  |
| Match 632             |         | Report |        | Stadion: Népstadion Spectatori: 26.500 Arbitru: Karl-Heinz Tritschler (Germania de Vest) |  |

| 21 maiRous Cup | Anglia        | 1 – 0  | Scoția | Londra, Anglia                                                     |  |
| Match 633      | Beardsley 12' | Report |        | Stadion: Wembley Spectatori: 70,480 Arbitru: Joël Quiniou (Franța) |  |

| 24 maiRous Cup | Anglia      | 1 – 1  | Columbia    | Londra, Anglia                                                                         |  |
| Match 634      | Lineker 22' | Report | Escobar 66' | Stadion: Wembley Spectatori: 25,756 Arbitru: Karl-Josef Assenmacher (Germania de Vest) |  |

| 28 maiMeci amical | Elveția | 0 – 1  | Anglia      | Lausanne, Elveția                                                                          |  |
| Match 635         |         | Report | Lineker 60' | Stadion: Stade Olympique de la Pontaise Spectatori: 10,000 Arbitru: Luigi Agnolin (Italia) |  |

| 12 iunieUEFA Euro 1988 Group 2 | Anglia | 0 – 1       | Republica Irlanda | Stuttgart, Germania de Vest                                                         |  |
| 15:30 CEST (UTC+02) Match 636  |        | UEFA Report | Houghton 6'       | Stadion: VfB Arena Spectatori: 55.500 Arbitru: Siegfried Kirschen (Germania de Est) |  |

| 15 iunieUEFA Euro 1988 Group 2 | Anglia     | 1 – 3       | Țările de Jos            | Düsseldorf, Germania de Vest                                             |  |
| 17:15 CEST (UTC+02) Match 637  | Robson 53' | UEFA Report | van Basten 44', 71', 75' | Stadion: Rheinstadion Spectatori: 68,400 Arbitru: Paolo Casarin (Italia) |  |

| 18 iunieUEFA Euro 1988 Group 2 | Anglia    | 1 – 3       | Uniunea Sovietică                           | Frankfurt, Germania de Vest                                                        |  |
| 15:30 CEST (UTC+02) Match 638  | Adams 16' | UEFA Report | Aleinikov 3' Mykhaylychenko 28' Pasulko 73' | Stadion: Waldstadion Spectatori: 53.000 Arbitru: José Rosa dos Santos (Portugalia) |  |

| 14 septembrieMeci amical | Anglia   | 1 – 0  | Danemarca | Londra, Anglia                                                      |  |
| Match 639                | Webb 29' | Report |           | Stadion: Wembley Spectatori: 25.837 Arbitru: Alexis Ponnet (Belgia) |  |

| 19 octombrie1990 FIFA World Cup Qualification Group 2 | Anglia | 0 – 0  | Suedia | Londra, Anglia                                                      |  |
| Match 640                                             |        | Report |        | Stadion: Wembley Spectatori: 65,628 Arbitru: Gérard Biguet (Franța) |  |

| 16 noiembrieMeci amical | Arabia Saudită        | 1 – 1  | Anglia    | Riyadh, Arabia Saudită                                                                                  |  |
| Match 641               | Abdullah Mohammed 15' | Report | Adams 54' | Stadion: King Fahd International Stadium Spectatori: 8,000 Arbitru: Jassim Abdul-Rahman Mandi (Bahrain) |  |

### 1989
| 8 februarieMeci amical | Grecia              | 1 – 2  | Anglia               | Atena, Grecia                                                                  |  |
| Match 642              | Saravakos 1' (pen.) | Report | Barnes 7' Robson 80' | Stadion: Stadionul Olimpic Spectatori: 4,000 Arbitru: Heinz Holzmann (Austria) |  |

| 8 martie1990 FIFA World Cup Qualification Group 2 | Albania | 0 – 2  | Anglia                | Tirana, Albania                                                             |  |
| Match 643                                         |         | Report | Barnes 16' Robson 63' | Stadion: Qemal Stafa Spectatori: 30.000 Arbitru: John Blankenstein (Olanda) |  |

| 26 aprilie1990 FIFA World Cup Qualification Group 2 | Anglia                                                  | 5 – 0  | Albania | Londra, Anglia                                                      |  |
| Match 644                                           | Lineker 23' Beardsley 12', 64' Waddle 72' Gascoigne 88' | Report |         | Stadion: Wembley Spectatori: 60.602 Arbitru: Einar Halle (Norvegia) |  |

| 23 maiRous Cup | Anglia | 0 – 0  | Chile | Londra, Anglia                                                         |  |
| Match 645      |        | Report |       | Stadion: Wembley Spectatori: 15,628 Arbitru: Erik Fredriksson (Suedia) |  |

| 27 maiRous Cup | Scoția | 0 – 2  | Anglia              | Glasgow, Scoția                                                           |  |
| Match 646      |        | Report | Waddle 20' Bull 82' | Stadion: Hampden Park Spectatori: 63,282 Arbitru: Michel Vautrot (Franța) |  |

| 3 iunie1990 FIFA World Cup Qualification Group 2 | Anglia                          | 3 – 0  | Polonia | Londra, Anglia                                                      |  |
| Match 647                                        | Lineker 23' Barnes 72' Webb 83' | Report |         | Stadion: Wembley Spectatori: 69,203 Arbitru: Luigi Agnolin (Italia) |  |

| 7 iunieMeci amical | Danemarca   | 1 – 1  | Anglia      | Copenhaga, Danemarca                                                      |  |
| Match 648          | Elstrup 56' | Report | Lineker 27' | Stadion: Idrætsparken Spectatori: 18.400 Arbitru: Jaap Uilenberg (Olanda) |  |

| 6 septembrie1990 FIFA World Cup Qualification Group 2 | Suedia | 0 – 0  | Anglia | Solna, Suedia                                                                    |  |
| Match 649                                             |        | Report |        | Stadion: Råsundastadion Spectatori: 38,558 Arbitru: Hurbert Forstinger (Austria) |  |

| 11 octombrie1990 FIFA World Cup Qualification Group 2 | Polonia | 0 – 0  | Anglia | Chorzów, Polonia                                                                    |  |
| Match 650                                             |         | Report |        | Stadion: Stadion Śląski Spectatori: 35,000 Arbitru: Emilio Soriano Aladrén (Spania) |  |

| 15 noiembrieMeci amical | Anglia | 0 – 0  | Italia | Londra, Anglia                                                            |  |
| Match 651               |        | Report |        | Stadion: Wembley Spectatori: 67,500 Arbitru: Hurbert Forstinger (Austria) |  |

| 13 decembrieMeci amical | Anglia         | 2 – 1  | Iugoslavia | Londra, Anglia                                                               |  |
| Match 652               | Robson 1', 70' | Report | Škoro 17'  | Stadion: Wembley Spectatori: 34,796 Arbitru: Dieter Pauly (Germania de Vest) |  |

## Anii 1990

### 1990
| 28 martieMeci amical | Anglia      | 1 – 0  | Brazilia | Londra, Anglia                                                               |  |
| Match 653            | Lineker 37' | Report |          | Stadion: Wembley Spectatori: 80.000 Arbitru: Klaus Perchel (Germania de Est) |  |

| 25 aprilieMeci amical | Anglia                                 | 4 – 2  | Cehoslovacia           | Londra, Anglia                                                      |  |
| Match 654             | Bull 16', 55' Pearce 23' Gascoigne 89' | Report | Skuhravý 11' Kubík 81' | Stadion: Wembley Spectatori: 21,342 Arbitru: Michel Girand (Franța) |  |

| 15 maiMeci amical | Anglia      | 1 – 0  | Danemarca | Londra, Anglia                                                        |  |
| Match 655         | Lineker 54' | Report |           | Stadion: Wembley Spectatori: 27,643 Arbitru: James McCluskey (Scoția) |  |

| 22 maiMeci amical | Anglia     | 1 – 2  | Uruguay                  | Londra, Anglia                                                      |  |
| Match 656         | Barnes 51' | Report | Ostolaza 27' Perdomo 62' | Stadion: Wembley Spectatori: 38,751 Arbitru: Pietro D'elia (Italia) |  |

| 2 iunieMeci amical | Tunisia    | 1 – 1  | Anglia   | Tunis, Tunisia                                                                |  |
| Match 657          | Hergal 26' | Report | Bull 89' | Stadion: Stade El Menzah Spectatori: 25,000 Arbitru: Rachid Medjiba (Algeria) |  |

| 11 iunie1990 FIFA World Cup Group F | Anglia     | 1 – 1       | Republica Irlanda | Cagliari, Italia                                                                          |  |
| 21:00 CEST (UTC+02) Match 658       | Lineker 8' | FIFA Report | Sheedy 73'        | Stadion: Stadio Sant'Elia Spectatori: 35,238 Arbitru: Aron Schmidhuber (Germania de Vest) |  |

| 16 iunie1990 FIFA World Cup Group F | Anglia | 0 – 0       | Țările de Jos | Cagliari, Italia                                                                  |  |
| 21:00 CEST (UTC+02) Match 659       |        | FIFA Report |               | Stadion: Stadio Sant'Elia Spectatori: 35,267 Arbitru: Zoran Petrović (Iugoslavia) |  |

| 21 iunie1990 FIFA World Cup Group F | Anglia     | 1 – 0       | Egipt | Cagliari, Italia                                                                   |  |
| 21:00 CEST (UTC+02) Match 660       | Wright 64' | FIFA Report |       | Stadion: Stadio Sant'Elia Spectatori: 34.959 Arbitru: Kurt Röthlisberger (Elveția) |  |

| 26 iunie1990 FIFA World Cup Round of 16 | Anglia     | 1 – 0 (a.e.t.) | Belgia | Bologna, Italia                                                                         |  |
| 21:00 CEST (UTC+02) Match 661           | Platt 119' | FIFA Report    |        | Stadion: Stadio Renato Dall'Ara Spectatori: 34.520 Arbitru: Peter Mikkelsen (Danemarca) |  |

| 1 iulie1990 FIFA World Cup Quarter Final | Anglia                                    | 3 – 2 (a.e.t.) | Camerun                    | Napoli, Italia                                                                       |  |
| 21:00 CEST (UTC+02) Match 662            | Platt 25' Lineker 83' (pen.), 105' (pen.) | FIFA Report    | Kundé 61' (pen.) Ekéké 65' | Stadion: Stadio San Paolo Spectatori: 55.205 Arbitru: Edgardo Codesal Méndez (Mexic) |  |

| 4 iulie1990 FIFA World Cup Semi Final | Germania de Vest              | 1 – 1 (a.e.t.) (4 – 3 d.l.d.)                 | Anglia      | Turin, Italia                                                                       |  |
| 20:00 CEST (UTC+02) Match 663         | Brehme 60'                    | FIFA Report                                   | Lineker 80' | Stadion: Stadio delle Alpi Spectatori: 62,628 Arbitru: José Ramiz Wright (Brazilia) |  |
|                                       | Penalty-uri de departajare⁠(d) |                                               |             |                                                                                     |  |
| Brehme · Matthäus · Riedle · Thon     |                               | Lineker · Beardsley · Platt · Pearce · Waddle |             |                                                                                     |  |

| 7 iulie1990 FIFA World Cup Third place match | Italia                          | 2 – 1       | Anglia    | Bari, Italia                                                                 |  |
| 20:00 CEST (UTC+02) Match 664                | Baggio 71' Schillaci 86' (pen.) | FIFA Report | Platt 81' | Stadion: Stadio San Nicola Spectatori: 51,426 Arbitru: Joël Quiniou (Franța) |  |

| 12 septembrieMeci amical | Anglia      | 1 – 0  | Ungaria | Londra, Anglia                                                         |  |
| Match 665                | Lineker 44' | Report |         | Stadion: Wembley Spectatori: 51,459 Arbitru: Erik Fredriksson (Suedia) |  |

| 17 octombrieUEFA Euro 1992 Qualifying Group 7 | Anglia                    | 2 – 0       | Polonia | Londra, Anglia                                                      |  |
| 20:00 BST (UTC+01) Match 666                  | Lineker 39' Beardsley 89' | UEFA Report |         | Stadion: Wembley Spectatori: 77,040 Arbitru: Tullio Lanese (Italia) |  |

| 14 noiembrieUEFA Euro 1992 Qualifying Group 7 | Republica Irlanda | 1 – 1       | Anglia    | Dublin, Irlanda                                                            |  |
| 13:30 GMT (UTC) Match 667                     | Cascarino 79'     | UEFA Report | Platt 67' | Stadion: Lansdowne Road Spectatori: 46,000 Arbitru: Pietro D'elia (Italia) |  |

### 1991
| 6 februarieMeci amical | Anglia                  | 2 – 0  | Camerun | Londra, Anglia                                                          |  |
| Match 668              | Lineker 20' (pen.), 61' | Report |         | Stadion: Wembley Spectatori: 61.075 Arbitru: John Blankenstein (Olanda) |  |

| 27 martieUEFA Euro 1992 Qualifying Group 7 | Anglia   | 1 – 1       | Republica Irlanda | Londra, Anglia                                                            |  |
| 20:00 BST (UTC+01) Match 669               | Dixon 9' | UEFA Report | Quinn 29'         | Stadion: Wembley Spectatori: 77.753 Arbitru: Kurt Röthlisberger (Elveția) |  |

| 1 maiUEFA Euro 1992 Qualifying Group 7 | Turcia | 0 – 1       | Anglia   | İzmir, Turcia                                                                             |  |
| 18:00 EEST (UTC+03) Match 670          |        | UEFA Report | Wise 32' | Stadion: İzmir Alsancak Stadium Spectatori: 25.000 Arbitru: Wolf-Gunter Wiesel (Germania) |  |

| 21 maiAnglia Challenge Cup | Anglia                          | 3 – 1  | Uniunea Sovietică | Londra, Anglia                                                               |  |
| Match 671                  | Smith 16' Platt 43' (pen.), 89' | Report | Tatarchuk 9'      | Stadion: Wembley Spectatori: 23,789 Arbitru: Emilio Soriano Aladrén (Spania) |  |

| 25 maiAnglia Challenge Cup | Anglia                | 2 – 2  | Argentina             | Londra, Anglia                                                           |  |
| Match 672                  | Lineker 15' Platt 50' | Report | García 66' Franco 70' | Stadion: Wembley Spectatori: 44,497 Arbitru: Zoran Petrović (Iugoslavia) |  |

| 1 iunieMeci amical | Australia | 0 – 1  | Anglia          | Sydney, Australia                                                                         |  |
| Match 673          |           | Report | Gray 40' (o.g.) | Stadion: Sydney Football Stadium Spectatori: 35,472 Arbitru: Barry Tasker (Noua Zeelandă) |  |

| 3 iunieMeci amical | Noua Zeelandă | 0 – 1  | Anglia      | Auckland, Noua Zeelandă                                                               |  |
| Match 674          |               | Report | Lineker 90' | Stadion: Mount Smart Stadium Spectatori: 17,520 Arbitru: Dennis Voutsinas (Australia) |  |

| 8 iunieMeci amical | Noua Zeelandă | 0 – 2  | Anglia               | Wellington, Noua Zeelandă                                                     |  |
| Match 675          |               | Report | Pearce 12' Hirst 50' | Stadion: Athletic Park Spectatori: 12,000 Arbitru: Richard Lorenc (Australia) |  |

| 12 iunieMeci amical | Malaysia        | 2 – 4  | Anglia                              | Kuala Lumpur, Malaysia                                                            |  |
| Match 676           | Marjan 52', 76' | Report | Lineker 1' (42 secs), 23', 30', 70' | Stadion: Stadium Merdeka Spectatori: 38,000 Arbitru: A Letchumberabamy (Malaysia) |  |

| 11 septembrieMeci amical | Anglia | 0 – 1  | Germania   | Londra, Anglia                                                                 |  |
| Match 677                |        | Report | Riedle 45' | Stadion: Wembley Spectatori: 59.493 Arbitru: Alexey Spirin (Uniunea Sovietică) |  |

| 16 octombrieUEFA Euro 1992 Qualifying Group 7 | Anglia    | 1 – 0       | Turcia | Londra, Anglia                                                                 |  |
| 20:00 BST (UTC+01) Match 678                  | Smith 21' | UEFA Report |        | Stadion: Wembley Spectatori: 50.896 Arbitru: Antonio Martin Navarette (Spania) |  |

| 13 noiembrieUEFA Euro 1992 Qualifying Group 7 | Polonia      | 1 – 1       | Anglia      | Poznań, Polonia                                                                   |  |
| 18:30 CET (UTC+01) Match 679                  | Szewczyk 32' | UEFA Report | Lineker 77' | Stadion: Stadion Miejski Spectatori: 15.000 Arbitru: Hurbert Forstinger (Austria) |  |

### 1992
| 19 februarieMeci amical | Anglia                  | 2 – 0  | Franța | Londra, Anglia                                                           |  |
| Match 680               | Shearer 44' Lineker 73' | Report |        | Stadion: Wembley Spectatori: 58.723 Arbitru: Aron Schmidhuber (Germania) |  |

| 25 martieMeci amical | Cehoslovacia              | 2 – 2  | Anglia               | Praga, Cehoslovacia                                                          |  |
| Match 681            | Skuhravý 20' Chovanec 58' | Report | Merson 27' Keown 66' | Stadion: Stadionul Strahov Spectatori: 6.000 Arbitru: Gerhard Kapl (Austria) |  |

| 29 aprilieMeci amical | CIS                         | 2 – 2  | Anglia                 | Moscova, Rusia                                                                |  |
| Match 682             | Tskhadadze 44' Kiriakov 54' | Report | Lineker 15' Steven 72' | Stadion: Stadionul Lujniki Spectatori: 28.000 Arbitru: Piotr Werner (Polonia) |  |

| 12 maiMeci amical | Ungaria | 0 – 1  | Anglia   | Budapesta, Ungaria                                                       |  |
| Match 683         |         | Report | Webb 56' | Stadion: Népstadion Spectatori: 25.000 Arbitru: Heinz Holzmann (Austria) |  |

| 17 maiMeci amical | Anglia    | 1 – 1  | Brazilia   | Londra, Anglia                                                        |  |
| Match 684         | Platt 49' | Report | Bebeto 25' | Stadion: Wembley Spectatori: 53.428 Arbitru: James McCluskey (Scoția) |  |

| 3 iunieMeci amical | Finlanda         | 1 – 2  | Anglia         | Helsinki, Finlanda                                                       |  |
| Match 685          | Hjelm 27' (pen.) | Report | Platt 45', 62' | Stadion: Olympiastadion Spectatori: 16.101 Arbitru: Bo Karlsson (Suedia) |  |

| 11 iunieUEFA Euro 1992 Group 1 | Danemarca | 0 – 0       | Anglia | Malmö, Suedia                                                                      |  |
| 20:15 CEST (UTC+02) Match 686  |           | UEFA Report |        | Stadion: Malmö Idrottsplats Spectatori: 26.385 Arbitru: John Blankenstein (Olanda) |  |

| 14 iunieUEFA Euro 1992 Group 1 | Franța | 0 – 0       | Anglia | Malmö, Suedia                                                                 |  |
| 17:15 CEST (UTC+02) Match 687  |        | UEFA Report |        | Stadion: Malmö Idrottsplats Spectatori: 26.535 Arbitru: Sándor Puhl (Ungaria) |  |

| 17 iunieUEFA Euro 1992 Group 1 | Suedia                  | 2 – 1       | Anglia   | Solna, Suedia                                                                           |  |
| 20:15 CEST (UTC+02) Match 688  | Eriksson 51' Brolin 82' | UEFA Report | Platt 4' | Stadion: Råsunda Stadium Spectatori: 30.126 Arbitru: José Rosa dos Santos, (Portugalia) |  |

| 9 septembrieMeci amical | Spania      | 1 – 0  | Anglia | Santander, Spania                                                                        |  |
| Match 689               | Fonseca 11' | Report |        | Stadion: Estadio El Sardinero Spectatori: 22.000 Arbitru: Jose Veiga Trigo, (Portugalia) |  |

| 14 octombrie1994 FIFA World Cup Qualification Group 2 | Anglia    | 1 – 1  | Norvegia   | Londra, Anglia                                                              |  |
| Match 690                                             | Platt 56' | Report | Rekdal 77' | Stadion: Wembley Spectatori: 51.441 Arbitru: Arturo P Brizio Carter (Mexic) |  |

| 18 noiembrie1994 FIFA World Cup Qualification Group 2 | Anglia                                    | 4 – 0  | Turcia | Londra, Anglia                                                    |  |
| Match 691                                             | Gascoigne 16', 62' Shearer 28' Pearce 61' | Report |        | Stadion: Wembley Spectatori: 42.984 Arbitru: Bo Karlsson (Suedia) |  |

### 1993
| 17 februarie1994 FIFA World Cup Qualification Group 2 | Anglia                                            | 6 – 0  | San Marino | Londra, Anglia                                                          |  |
| Match 692                                             | Platt 13', 24', 67', 83' Palmer 76' Ferdinand 86' | Report |            | Stadion: Wembley Spectatori: 51.154 Arbitru: Roger Philippi (Luxemburg) |  |

| 31 martie1994 FIFA World Cup Qualification Group 2 | Turcia | 0 – 2  | Anglia                 | İzmir, Turcia                                                              |  |
| Match 693                                          |        | Report | Platt 6' Gascoigne 44' | Stadion: Atatürk Stadium Spectatori: 60,000 Arbitru: Fabio Baldas (Italia) |  |

| 28 aprilie1994 FIFA World Cup Qualification Group 2 | Anglia              | 2 – 2  | Țările de Jos                      | Londra, Anglia                                                           |  |
| Match 694                                           | Barnes 2' Platt 23' | Report | Bergkamp 34' van Vossen 85' (pen.) | Stadion: Wembley Spectatori: 73.163 Arbitru: Peter Mikkelsen (Danemarca) |  |

| 29 mai1994 FIFA World Cup Qualification Group 2 | Polonia      | 1 – 1  | Anglia     | Chorzów, Polonia                                                                 |  |
| Match 695                                       | Adamczuk 36' | Report | Wright 84' | Stadion: Stadion Śląski Spectatori: 60.000 Arbitru: Serge Muhmenthaler (Elveția) |  |

| 2 iunie1994 FIFA World Cup Qualification Group 2 | Norvegia                    | 2 – 0  | Anglia | Oslo, Norvegia                                                              |  |
| Match 696                                        | Leonhardsen 42' Bohinen 48' | Report |        | Stadion: Ullevaal Stadion Spectatori: 22.256 Arbitru: Sándor Puhl (Ungaria) |  |

| 9 iunieUnited States Cup | Statele Unite ale Americii | 2 – 0  | Anglia | Boston, MA, Statele Unite                                                    |  |
| Match 697                | Dooley 42' Lalas 72'       | Report |        | Stadion: Foxboro Stadium Spectatori: 37.652 Arbitru: Alfred Weiser (Austria) |  |

| 13 iunieUnited States Cup | Anglia    | 1 – 1  | Brazilia          | Washington, D.C., Statele Unite                                                                     |  |
| Match 698                 | Platt 47' | Report | Márcio Santos 76' | Stadion: Robert F. Kennedy Memorial Stadium Spectatori: 54.118 Arbitru: Hélder Dias (Statele Unite) |  |

| 19 iunieUnited States Cup | Anglia    | 1 – 2  | Germania                    | Detroit, MI, Statele Unite                                                       |  |
| Match 699                 | Platt 31' | Report | Effenberg 26' Klinsmann 55' | Stadion: Silverdome Spectatori: 62.126 Arbitru: Ernesto Filippi Cavani (Uruguay) |  |

| 8 septembrie1994 FIFA World Cup Qualification Group 2 | Anglia                                | 3 – 0  | Polonia | Londra, Anglia                                                                |  |
| Match 700                                             | Ferdinand 5' Gascoigne 49' Pearce 53' | Report |         | Stadion: Wembley Spectatori: 71.220 Arbitru: Franz van den Wijngaert (Belgia) |  |

| 13 octombrie1994 FIFA World Cup Qualification Group 2 | Țările de Jos | 2 – 0  | Anglia                  | Rotterdam, Olanda                                                              |  |
| Match 701                                             |               | Report | Koeman 62' Bergkamp 68' | Stadion: de Kuip Spectatori: 48.000 Arbitru: Karl-Josef Assenmacher (Germania) |  |

| 17 noiembrie1994 FIFA World Cup Qualification Group 2 | San Marino            | 1 – 7  | Anglia                                                | Bologna, Italia                                                                           |  |
| Match 702                                             | Gualtieri 1' (8 secs) | Report | Ince 22', 73' Wright 34', 46', 78', 90' Ferdinand 38' | Stadion: Stadio Renato Dall'Ara Spectatori: 2,378 Arbitru: Mohamed Nazri Abdullah (Syria) |  |

### 1994
| 9 martieMeci amical | Anglia    | 1 – 0  | Danemarca | Londra, Anglia                                                       |  |
| Match 703           | Platt 18' | Report |           | Stadion: Wembley Spectatori: 71.970 Arbitru: Jaap Uilenberg (Olanda) |  |

| 22 maiMeci amical | Anglia                                                       | 5 – 0  | Grecia | Londra, Anglia                                                        |  |
| Match 704         | Anderton 23' Beardsley 37' Platt 44' (pen.), 55' Shearer 65' | Report |        | Stadion: Wembley Spectatori: 23,689 Arbitru: James McCluskey (Scoția) |  |

| 22 maiMeci amical | Anglia | 0 – 0  | Norvegia | Londra, Anglia                                                              |  |
| Match 705         |        | Report |          | Stadion: Wembley Spectatori: 64.327 Arbitru: Kim Milton Nielsen (Danemarca) |  |

| 7 septembrieMeci amical | Anglia           | 2 – 0  | Statele Unite ale Americii | Londra, Anglia                                                                  |  |
| Match 706               | Shearer 33', 40' | Report |                            | Stadion: Wembley Spectatori: 38,629 Arbitru: Antonio Jesús López Nieto (Spania) |  |

| 12 octombrieMeci amical | Anglia  | 1 – 1  | România        | Londra, Anglia                                                     |  |
| Match 707               | Lee 45' | Report | Dumitrescu 37' | Stadion: Wembley Spectatori: 48,754 Arbitru: Joël Quiniou (Franța) |  |

| 16 noiembrieMeci amical | Anglia    | 1 – 0  | Nigeria | Londra, Anglia                                                     |  |
| Match 708               | Platt 41' | Report |         | Stadion: Wembley Spectatori: 37,196 Arbitru: Leif Sundell (Suedia) |  |

### 1995
| 15 februarieMeci amical | Republica Irlanda | (1 – 0)                    | Anglia | Dublin, Irlanda                                                       |  |
| Match 709               | Kelly 22'         | Match Abandoned 27' Report |        | Stadion: Lansdowne Road Spectatori: 46.000 Arbitru: Dick Jol (Olanda) |  |

| 29 martieMeci amical | Anglia | 0 – 0  | Uruguay | Londra, Anglia                                                       |  |
| Match 710            |        | Report |         | Stadion: Wembley Spectatori: 34.849 Arbitru: Hellmut Krug (Germania) |  |

| 3 iunieUmbro Cup | Anglia                        | 2 – 1  | Japonia                 | Londra, Anglia                                                       |  |
| Match 711        | Anderton 48' Platt 87' (pen.) | Report | Ihara 62' · Hashiratani | Stadion: Wembley Spectatori: 21.142 Arbitru: Jaap Uilenberg (Olanda) |  |

| 8 iunieUmbro Cup | Anglia                                | 3 – 3  | Suedia                      | Leeds, Anglia                                                            |  |
| Match 712        | Sheringham 45' Platt 87' Anderton 90' | Report | Mild 11', 36' Andersson 46' | Stadion: Elland Road Spectatori: 32.008 Arbitru: Leslie Mottram (Scoția) |  |

| 11 iunieUmbro Cup | Anglia      | 1 – 3  | Brazilia                            | Londra, Anglia                                                           |  |
| Match 713         | Le Saux 38' | Report | Juninho 54' Ronaldo 61' Edmundo 76' | Stadion: Wembley Spectatori: 67.318 Arbitru: Pierluigi Pairetto (Italia) |  |

| 6 septembrieMeci amical | Anglia | 0 – 0  | Columbia | Londra, Anglia                                                   |  |
| Match 714               |        | Report |          | Stadion: Wembley Spectatori: 20.000 Arbitru: Marc Betta (Franța) |  |

| 11 octombrieMeci amical | Norvegia | 0 – 0  | Anglia | Oslo, Norvegia                                                                   |  |
| Match 715               |          | Report |        | Stadion: Ullevaal Stadion Spectatori: 21.006 Arbitru: Karl-Erik Nilsson (Suedia) |  |

| 15 noiembrieMeci amical | Anglia                              | 3 – 1  | Elveția  | Londra, Anglia                                                     |  |
| Match 716               | Pearce 45' Sheringham 56' Stone 78' | Report | Knup 41' | Stadion: Wembley Spectatori: 29.874 Arbitru: Sándor Puhl (Ungaria) |  |

| 12 decembrieMeci amical | Anglia    | 1 – 1  | Portugalia | Londra, Anglia                                                        |  |
| Match 717               | Stone 44' | Report | Alves 59'  | Stadion: Wembley Spectatori: 28.592 Arbitru: Rune Pedersen (Norvegia) |  |

### 1996
| 27 martieMeci amical | Anglia       | 1 – 0  | Bulgaria | Londra, Anglia                                                      |  |
| Match 718            | Ferdinand 7' | Report |          | Stadion: Wembley Spectatori: 29,708 Arbitru: Günter Benkö (Austria) |  |

| 24 aprilieMeci amical | Anglia | 0 – 0  | Croația | Londra, Anglia                                                             |  |
| Match 719             |        | Report |         | Stadion: Wembley Spectatori: 33,650 Arbitru: Zbigniew Przesmycki (Polonia) |  |

| 18 maiMeci amical | Anglia                      | 3 – 0  | Ungaria | Londra, Anglia                                                      |  |
| Match 720         | Anderton 38', 62' Platt 52' | Report |         | Stadion: Wembley Spectatori: 34.184 Arbitru: Markus Merk (Germania) |  |

| 23 maiMeci amical | China | 0 – 3  | Anglia                        | Beijing, China                                                                  |  |
| Match 721         |       | Report | Barmby 30', 53' Gascoigne 64' | Stadion: Workers Stadium Spectatori: 65,000 Arbitru: Pierluigi Collina (Italia) |  |

| 8 iunieUEFA Euro 96 Group A  | Anglia      | 1 – 1       | Elveția               | Londra, Anglia                                                         |  |
| 15:00 BST (UTC+01) Match 722 | Shearer 23' | UEFA Report | Türkyilmaz 83' (pen.) | Stadion: Wembley Spectatori: 76.567 Arbitru: Manuel Díaz Vega (Spania) |  |

| 15 iunieUEFA Euro 96 Group A | Scoția | 0 – 2       | Anglia                    | Londra, Anglia                                                           |  |
| 15:00 BST (UTC+01) Match 723 |        | UEFA Report | Shearer 53' Gascoigne 79' | Stadion: Wembley Spectatori: 76.864 Arbitru: Pierluigi Pairetto (Italia) |  |

| 18 iunieUEFA Euro 96 Group A | Țările de Jos | 1 – 4       | Anglia                                      | Londra, Anglia                                                      |  |
| 19:30 BST (UTC+01) Match 724 | Kluivert 78'  | UEFA Report | Shearer 23' (pen.), 57' Sheringham 51', 62' | Stadion: Wembley Spectatori: 76.798 Arbitru: Gerd Grabher (Austria) |  |

| 22 iunieUEFA Euro 96 Quarter Final | Spania                        | 0 – 0 (a.e.t.) (2 – 4 d.l.d.)        | Anglia | Londra, Anglia                                                   |  |
| 15:00 BST (UTC+01) Match 725       |                               | UEFA Report                          |        | Stadion: Wembley Spectatori: 75.440 Arbitru: Marc Betta (Franța) |  |
|                                    | Penalty-uri de departajare⁠(d) |                                      |        |                                                                  |  |
| Hierro · Amor · Belsué · Nadal     |                               | Shearer · Platt · Pearce · Gascoigne |        |                                                                  |  |

| 26 iunieUEFA Euro 96 Semi Final                    | Germania                      | 1 – 1 (a.e.t.) (6 – 5 d.l.d.)                                 | Anglia     | Londra, Anglia                                                     |  |
| 19:30 BST (UTC+01) Match 726                       | Kuntz 16'                     | UEFA Report                                                   | Shearer 3' | Stadion: Wembley Spectatori: 75.862 Arbitru: Sándor Puhl (Ungaria) |  |
|                                                    | Penalty-uri de departajare⁠(d) |                                                               |            |                                                                    |  |
| Hässler · Strunz · Reuter · Ziege · Kuntz · Möller |                               | Shearer · Platt · Pearce · Gascoigne · Sheringham · Southgate |            |                                                                    |  |

| 1 septembrie1998 FIFA World Cup Qualification Group 2 | Republica Moldova | 0 – 3  | Anglia                               | Chișinău, Moldova                                                              |  |
| Match 727                                             |                   | Report | Barmby 24' Gascoigne 25' Shearer 61' | Stadion: Stadionul Republican Spectatori: 9.500 Arbitru: Ilkka Koho (Finlanda) |  |

| 9 octombrie1998 FIFA World Cup Qualification Group 2 | Anglia           | 2 – 1  | Polonia  | Londra, Anglia                                                       |  |
| Match 728                                            | Shearer 24', 37' | Report | Citko 7' | Stadion: Wembley Spectatori: 74.663 Arbitru: Hellmut Krug (Germania) |  |

| 9 noiembrie1998 FIFA World Cup Qualification Group 2 | Georgia | 0 – 2  | Anglia                       | Tbilisi, Georgia                                                                                  |  |
| Match 729                                            |         | Report | Sheringham 15' Ferdinand 37' | Stadion: Boris Paichadze Stadium Spectatori: 48.000 Arbitru: Jorge Montieiro Coroado (Portugalia) |  |

### 1997
| 12 februarie1998 FIFA World Cup Qualification Group 2 | Anglia | 0 – 1  | Italia   | Londra, Anglia                                                     |  |
| Match 730                                             |        | Report | Zola 19' | Stadion: Wembley Spectatori: 75.055 Arbitru: Sándor Puhl (Ungaria) |  |

| 29 martieMeci amical | Anglia                           | 2 – 0  | Mexic | Londra, Anglia                                                               |  |
| Match 731            | Sheringham 20' (pen.) Fowler 55' | Report |       | Stadion: Wembley Spectatori: 48.076 Arbitru: Vítor Melo Pereira (Portugalia) |  |

| 30 aprilie1998 FIFA World Cup Qualification Group 2 | Anglia                     | 2 – 0  | Georgia | Londra, Anglia                                                    |  |
| Match 732                                           | Sheringham 43' Shearer 90' | Report |         | Stadion: Wembley Spectatori: 71.206 Arbitru: Rémi Harrel (Franța) |  |

| 24 maiMeci amical | Anglia             | 2 – 1  | Africa de Sud | Manchester, Anglia                                                      |  |
| Match 733         | Lee 20' Wright 76' | Report | Masinga 43'   | Stadion: Old Trafford Spectatori: 52.676 Arbitru: Anders Frisk (Suedia) |  |

| 31 mai1998 FIFA World Cup Qualification Group 2 | Polonia | 0 – 2  | Anglia                    | Chorzów                                                                 |  |
| Match 734                                       |         | Report | Shearer 6' Sheringham 90' | Stadion: Stadion Śląski Spectatori: 35.000 Arbitru: Urs Meier (Elveția) |  |

| 4 iunieTournoi de France | Anglia                 | 2 – 0  | Italia | Nantes, Franța                                                                    |  |
| Match 735                | Wright 26' Scholes 43' | Report |        | Stadion: Stade de la Beaujoire Spectatori: 30.000 Arbitru: Günter Benkö (Austria) |  |

| 7 iunieTournoi de France | Franța | 0 – 1  | Anglia      | Montpellier, Franța                                                          |  |
| Match 736                |        | Report | Shearer 86' | Stadion: Stade de la Mosson Spectatori: 28.000 Arbitru: Said Belqola (Maroc) |  |

| 10 iunieTournoi de France | Anglia | 0 – 1  | Brazilia    | Paris, Franța                                                                     |  |
| Match 737                 |        | Report | Romário 61' | Stadion: Parc des Princes Spectatori: 50.000 Arbitru: John Toro Rendón (Columbia) |  |

| 10 septembrie1998 FIFA World Cup Qualification Group 2 | Anglia                                    | 4 – 0  | Republica Moldova | Londra, Anglia                                                          |  |
| Match 738                                              | Scholes 28' Wright 46', 90' Gascoigne 80' | Report |                   | Stadion: Wembley Spectatori: 74.102 Arbitru: Karl-Erik Nilsson (Suedia) |  |

| 11 octombrie1998 FIFA World Cup Qualification Group 2 | Italia   | 0 – 0  | Anglia | Roma, Italia                                                                     |  |
| Match 739                                             | di Livio | Report |        | Stadion: Stadio Olimpico Spectatori: 81.200 Arbitru: Mario van der Ende (Olanda) |  |

| 15 noiembrieMeci amical | Anglia                 | 2 – 0  | Camerun | Londra, Anglia                                                      |  |
| Match 740               | Scholes 44' Fowler 45' | Report |         | Stadion: Wembley Spectatori: 46.176 Arbitru: Terje Hauge (Norvegia) |  |

### 1998
| 11 februarieMeci amical | Anglia | 0 – 2  | Chile          | Londra, Anglia                                                        |  |
| Match 741               |        | Report | Salas 44', 79' | Stadion: Wembley Spectatori: 65,228 Arbitru: Ryszard Wójcik (Polonia) |  |

| 25 martieMeci amical | Elveția  | 1 – 1  | Anglia     | Berna, Elveția                                                                 |  |
| Match 742            | Vega 37' | Report | Merson 70' | Stadion: Wankdorf Stadium Spectatori: 17,100 Arbitru: Pascal Garibian (Franța) |  |

| 22 aprilieMeci amical | Anglia                         | 3 – 0  | Portugalia | Londra, Anglia                                                         |  |
| Match 743             | Shearer 5', 66' Sheringham 46' | Report | · Capucho  | Stadion: Wembley Spectatori: 63,463 Arbitru: Manuel Díaz Vega (Spania) |  |

| 23 maiMeci amical            | Anglia | 0 – 0  | Arabia Saudită | Londra, Anglia                                                 |  |
| 15:00 BST (UTC+01) Match 744 |        | Report |                | Stadion: Wembley Spectatori: 63.733 Arbitru: Dick Jol (Olanda) |  |

| 27 maiKing Hassan II Tournament | Maroc | 0 – 1  | Anglia   | Casablanca, Morocco                                                         |  |
| Match 745                       |       | Report | Owen 59' | Stadion: Stade Mohamed V Spectatori: 80,000 Arbitru: Mourad Daami (Tunisia) |  |

| 29 maiKing Hassan II Tournament                         | Belgia                        | 0 – 0 (4 – 3 d.l.d.)                         | Anglia | Casablanca, Morocco                                                                  |  |
| Match 746                                               |                               | Report                                       |        | Stadion: Stade Mohamed V Spectatori: 18,000 Arbitru: Abderrahim El Arjoune (Morocco) |  |
|                                                         | Penalty-uri de departajare⁠(d) |                                              |        |                                                                                      |  |
| Scifo · Van Meir · Borkelmans · M. Mpenza · Vande Walle |                               | Lee · Owen · Beckham · Merson · L. Ferdinand |        |                                                                                      |  |

| 15 iunie1998 FIFA World Cup Group G | Anglia                  | 2 – 0       | Tunisia | Marseille, Franța                                                              |  |
| 14:30 CEST (UTC+02) Match 747       | Shearer 42' Scholes 89' | FIFA Report |         | Stadion: Stade Vélodrome Spectatori: 55,000 Arbitru: Masayoshi Okada (Japonia) |  |

| 22 iunie1998 FIFA World Cup Group G | România                   | 2 – 1       | Anglia   | Toulouse, Franța                                                           |  |
| 21:00 CEST (UTC+02) Match 748       | Moldovan 47' Petrescu 90' | FIFA Report | Owen 81' | Stadion: Stadium Municipal Spectatori: 33,500 Arbitru: Marc Batta (Franța) |  |

| 26 iunie1998 FIFA World Cup Group G | Columbia | 0 – 2       | Anglia                   | Lens, Franța                                                                           |  |
| 21:00 CEST (UTC+02) Match 749       |          | FIFA Report | Anderton 20' Beckham 29' | Stadion: Stade Félix Bollaert Spectatori: 38,100 Arbitru: Arturo Brizio Carter (Mexic) |  |

| 30 iunie1998 FIFA World Cup Round of 16   | Argentina                         | 2 – 2 (a.e.t.) (4 – 3 d.l.d.)          | Anglia                                     | Saint-Étienne, Franța                                                                       |  |
| 21:00 CEST (UTC+02) Match 750             | Batistuta 5' (pen.) Zanetti 45+1' | FIFA Report                            | Shearer 9' (pen.) · Owen 16' · Beckham 47' | Stadion: Stade Geoffroy-Guichard Spectatori: 30,600 Arbitru: Kim Milton Nielsen (Danemarca) |  |
|                                           | Penalty-uri de departajare⁠(d)     |                                        |                                            |                                                                                             |  |
| Berti · Crespo · Verón · Gallardo · Ayala |                                   | Shearer · Ince · Merson · Owen · Batty |                                            |                                                                                             |  |

| 5 septembrieUEFA Euro 2000 Qualifying Group 5 | Suedia                    | 2 – 1       | Anglia                | Solna, Suedia                                                                   |  |
| 18:00 CEST (UTC+02) Match 751                 | Andersson 30' Mjällby 32' | UEFA Report | Shearer 1' · Ince 67' | Stadion: Råsunda Stadium Spectatori: 35,394 Arbitru: Pierluigi Collina (Italia) |  |

| 10 octombrieUEFA Euro 2000 Qualifying Group 5 | Anglia | 0 – 0       | Bulgaria | Londra, Anglia                                                       |  |
| 16:00 BST (UTC+01) Match 752                  |        | UEFA Report |          | Stadion: Wembley Spectatori: 72.794 Arbitru: László Vágner (Ungaria) |  |

| 14 octombrieUEFA Euro 2000 Qualifying Group 5 | Luxemburg | 0 – 3       | Anglia                                    | Luxemburg, Luxemburg                                                             |  |
| 20:30 CEST (UTC+02) Match 753                 |           | UEFA Report | Owen 18' Shearer 39' (pen.) Southgate 88' | Stadion: Stade Josy Barthel Spectatori: 8.054 Arbitru: Sotirios Vorgias (Grecia) |  |

| 18 noiembrieMeci amical   | Anglia                  | 2 – 0  | Cehia | Londra, Anglia                                                   |  |
| 20:00 GMT (UTC) Match 754 | Anderton 23' Merson 39' | Report |       | Stadion: Wembley Spectatori: 38.535 Arbitru: Urs Meier (Elveția) |  |

### 1999
| 10 februarieMeci amical   | Anglia | 0 – 2  | Franța          | Londra, Anglia                                                       |  |
| 20:00 GMT (UTC) Match 755 |        | Report | Anelka 68', 76' | Stadion: Wembley Spectatori: 74.111 Arbitru: Hellmut Krug (Germania) |  |

| 27 martieUEFA Euro 2000 Qualifying Group 5 | Anglia                | 3 – 1       | Polonia      | Londra, Anglia                                                               |  |
| 15:00 GMT (UTC) Match 756                  | Scholes 12', 22', 70' | UEFA Report | Brzęczek 29' | Stadion: Wembley Spectatori: 73.836 Arbitru: Vítor Melo Pereira (Portugalia) |  |

| 28 aprilieMeci amical         | Ungaria    | 1 – 1  | Anglia             | Budapesta, Ungaria                                                               |  |
| 20:15 CEST (UTC+02) Match 757 | Hrutka 76' | Report | Shearer 21' (pen.) | Stadion: Népstadion Spectatori: 20.000 Arbitru: Lutz Michael Fröhlich (Germania) |  |

| 5 iunieUEFA Euro 2000 Qualifying Group 5 | Anglia      | 0 – 0       | Suedia | Londra, Anglia                                                                 |  |
| 15:00 BST (UTC+01) Match 758             | Scholes 51' | UEFA Report |        | Stadion: Wembley Spectatori: 75,824 Arbitru: José María García-Aranda (Spania) |  |

| 9 iunieUEFA Euro 2000 Qualifying Group 5 | Bulgaria                   | 1 – 1       | Anglia      | Sofia, Bulgaria                                                                           |  |
| 19:25 EEST (UTC+03) Match 759            | Markov 17' · M. Petrov 53' | UEFA Report | Shearer 14' | Stadion: Balgarska Armiya Stadium Spectatori: 22.000 Arbitru: Mario van der Ende (Olanda) |  |

| 4 septembrieUEFA Euro 2000 Qualifying Group 5 | Anglia                                            | 6 – 0       | Luxemburg | Londra, Anglia                                                        |  |
| 16:00 BST (UTC+01) Match 760                  | Shearer 10', 27', 34' McManaman 29', 43' Owen 90' | UEFA Report |           | Stadion: Wembley Spectatori: 68,772 Arbitru: Sergey Shmolik (Belarus) |  |

| 8 septembrieUEFA Euro 2000 Qualifying Group 5 | Polonia | 0 – 0       | Anglia    | Varșovia, Polonia                                                            |  |
| 20:30 CEST (UTC+02) Match 761                 |         | UEFA Report | Batty 84' | Stadion: Wojska Polskiego Spectatori: 17,000 Arbitru: Günter Benkö (Austria) |  |

| 10 octombrieMeci amical      | Anglia                  | 2 – 1  | Belgia      | Sunderland, Anglia                                                          |  |
| 15:00 BST (UTC+01) Match 762 | Shearer 6' Redknapp 66' | Report | Strupar 14' | Stadion: Stadium of Light Spectatori: 40,987 Arbitru: Anders Frisk (Suedia) |  |

| 13 noiembrieUEFA Euro 2000 Qualifying Play-off | Scoția | 0 – 2       | Anglia           | Glasgow, Scoția                                                             |  |
| 14:00 GMT (UTC) Match 763                      |        | UEFA Report | Scholes 21', 42' | Stadion: Hampden Park Spectatori: 50,132 Arbitru: Manuel Díaz Vega (Spania) |  |

| 17 noiembrieUEFA Euro 2000 Qualifying Play-off | Anglia | 0 – 1       | Scoția        | Londra, Anglia                                                          |  |
| 20:00 GMT (UTC) Match 764                      |        | UEFA Report | Hutchison 38' | Stadion: Wembley Spectatori: 75,848 Arbitru: Pierluigi Collina (Italia) |  |